# Stig Engström
Stig Folke Wilhelm Engström (Bombay, 26 de febrero de 1934 - 26 de junio de 2000) fue un diseñador gráfico sueco, principal sospechoso del asesinato del primer ministro sueco Olof Palme. Engström fue una de las personas que se sabe que estuvo presente en el lugar del asesinato de Olof Palme, primer ministro sueco, el 28 de febrero de 1986. Inicialmente tratado por la policía como testigo visual, y en algún momento como un posible sospechoso, Engström fue más tarde propuesto como posible autor del asesinato por los escritores suecos Lars Larsson y Thomas Pettersson (cada uno por su cuenta).
En línea con las prácticas de los medios suecos de no revelar los nombres de los sospechosos, Engström fue apodado El hombre Skandia (sueco: Skandiamannen), ya que llegó a la escena del crimen desde la oficina central cercana de la compañía de seguros Skandia, en la que trabajaba. Engström fue confirmado como el probable asesino de Olof Palme en una conferencia de prensa del fiscal Krister Peterson, el 10 de junio de 2020.

## Biografía
Nació en Bombay, India, de padres suecos procedentes de Småland. Su madre, Ruth Engström, era de Nybro; su padre, Folke Engström, trabajó para Ivar Kreuger. En 1926, su padre tuvo la oportunidad de su empleador de mudarse a India para comenzar la producción allí.
Durante la estancia en Bombay, nació Stig Engström, en 1934; su hermano nació en 1940 en Calcuta. Crecieron en la India británica y disponían de niñera, cocinero y jardinero. Engström regresó a Suecia cuando tenía doce años y vivió con otros familiares hasta el retorno de sus padres, años después. Asistió a una escuela de élite, pero aunque mostró talento artístico y atlético, no sobresalió académicamente y nunca se graduó ni fue a la universidad. Engström hizo el servicio militar antes de comenzar sus estudios para convertirse en diseñador gráfico. Durante algún tiempo, trabajó para el ejército sueco en ilustraciones para manuales de campo. A fines de la década de los 1960, fue contratado por Sveriges Radios förlag y más tarde por la compañía de seguros Skandia para hacer trabajos de diseño para ellos en Estocolmo, trabajo en el que permaneció hasta su jubilación.
Se casó en 1964, pero luego se divorció para volver a casarse en 1968. Además de su trabajo como diseñador gráfico, también colaboró con el Partido Moderado en Täby, donde vivió. El trabajo de Engström para el partido incluyó diseño, impresión y publicidad. Terminó abandonando a los moderados debido a desacuerdos con la agrupación local del partido.
En 1999, su segundo matrimonio se disolvió y en junio de 2000, se suicidó a la edad de 66 años. Está enterrado en el cementerio de Täby.

## Asesinato de Palme

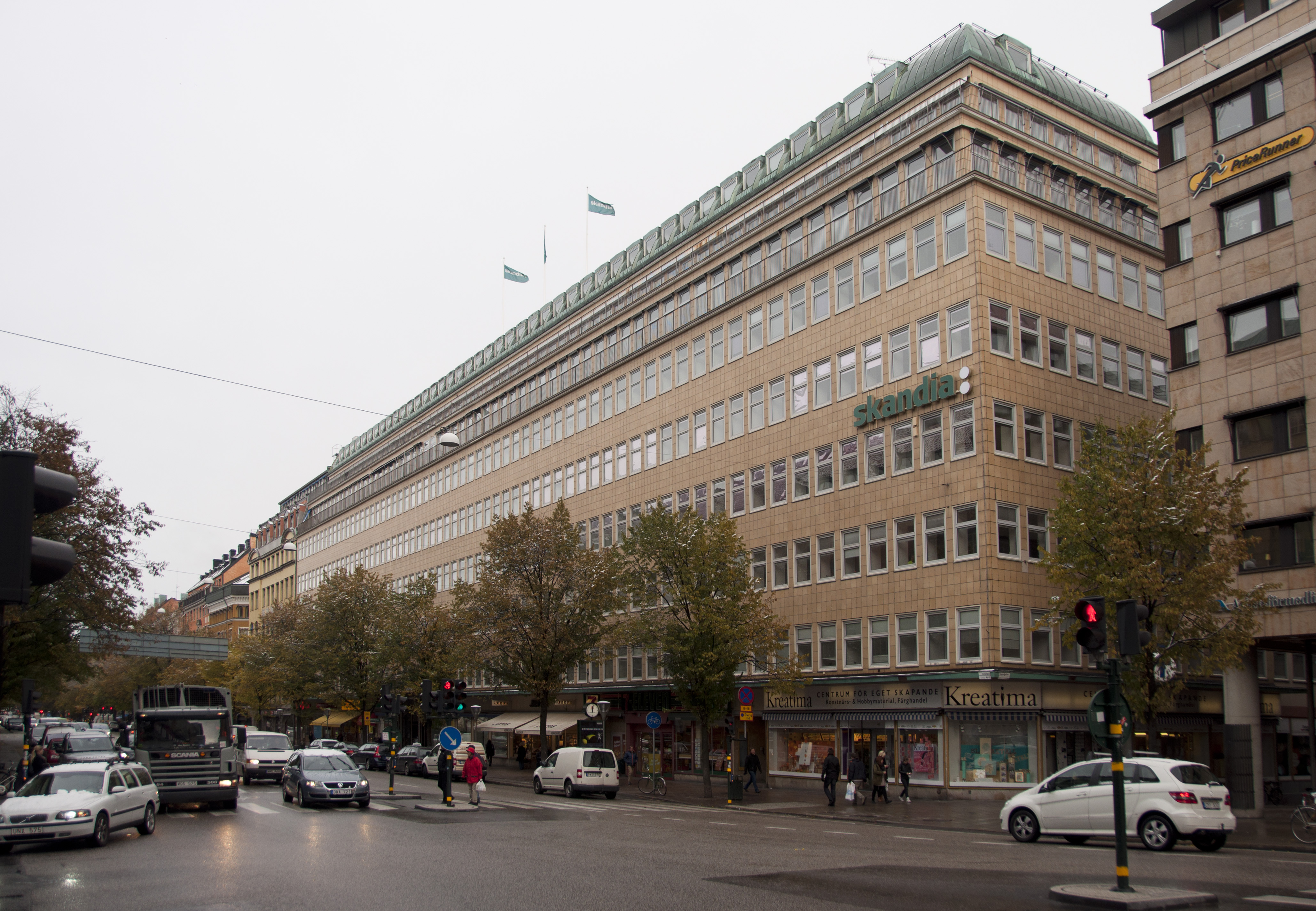
Skandiahuset, donde trabajó Engström (foto de 2010). Palme recibió un disparo en la esquina, en el exterior de los escaparates de la tienda Kreatima.

Engström fue una de las veinte personas presentes en la escena cuando el primer ministro Olof Palme fue asesinado a tiros en el centro de Estocolmo, a última hora de la tarde del 28 de febrero de 1986.
Se sabe que Engström salió del trabajo y conversó con los guardias de seguridad en la entrada principal de la compañía de seguros Skandia solo uno o dos minutos antes del tiroteo. Unos veinte minutos después, Engström regresó al edificio para contarles a los guardias lo que había sucedido en la calle. Después de eso, se cree que se fue a su casa.
Engström no fue entrevistado por la policía en el lugar. Cuando más tarde fue interrogado como testigo en varias ocasiones, Engström dio diversas versiones de sus movimientos y eventos que contradecían los de otros testigos. Después de tratarlo inicialmente como una persona de interés, la policía parece haberse frustrado con Engström como un testigo poco confiable y un buscador de publicidad que se estaba haciendo daño a sí mismo. Ya no figuraría en la investigación oficial.
La teoría de que Engström era el asesino de Olof Palme fue mencionada por primera vez en el libro de Lars Larsson Nationens Fiende (Enemigo del Estado) en 2016. La acusación también apareció en un artículo del periodista Thomas Pettersson en la revista Filter en 2018, y en el libro Den osannolika mördaren (El asesino improbable), que se publicó el mismo año. En el libro, el hijo de Olof Palme, Mårten Palme, afirma que vio a un hombre que coincidía con la descripción de Engström en la calle cerca de la escena del crimen cuando él y sus padres se separaron poco antes del tiroteo.
Lars Jeppsson, quien vio el asesinato, afirmó que es muy probable que Engström fuera el hombre que vio huir de la escena del crimen. Olle Minell, periodista de la revista Proletären, ha declarado que Engström podría haber sido parte del asesinato, pero que Engström no fue el verdadero autor del disparo.
Engström cambió varias veces su recuerdo de lo que estaba haciendo en la noche del asesinato. Dijo que fue uno de los primeros testigos en la escena del crimen, y que movió el cuerpo de Palme para que este pudiera respirar mejor. Sin embargo, otros testigos no están de acuerdo con su testimonio.
Engström apareció varias veces en los medios de comunicación suecos antes y después del asesinato. En 1982, fue entrevistado por el periódico Svenska Dagbladet para hablar sobre género en el entorno laboral.
Después del asesinato, Engström apareció en varios medios de comunicación suecos y criticó la investigación policial y la falta de interés de la policía sueca en su testimonio. Engström también hizo una reconstrucción de lo que estaba haciendo en la noche del asesinato que se transmitió por Sveriges Television.
La última entrevista de Engström sobre el caso fue en 1992, para la revista Skydd & Säkerhet. Engström quería dar una entrevista para la revista, y contactó con un amigo suyo llamado Jan Arvidsson, quien trabajaba como periodista para la revista.
El 10 de junio de 2020 se informó que, para la Fiscalía y la policía sueca, Engström era el principal sospechoso del asesinato de Olof Palme. Sin embargo, como Engström ya había fallecido, la policía sueca no pudo iniciar juicio alguno.